# Arcos Dorados

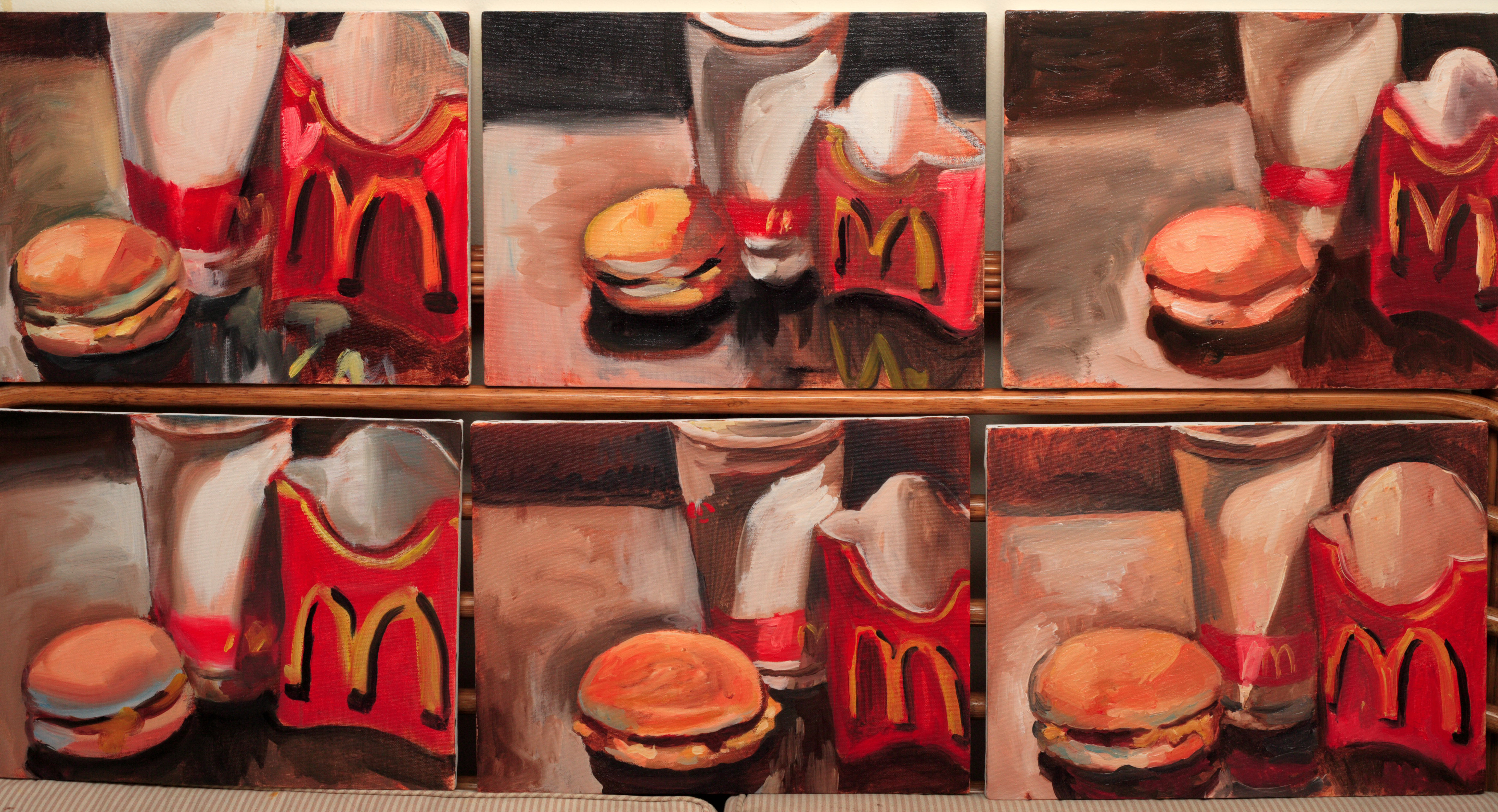

Los Arcos Dorados es el isotipo de la cadena de restaurantes multinacional de comida rápida denominada McDonald's. Originalmente, los arcos formaron parte desde los inicios del diseño de los restaurantes. Se incorporó al diseño internacional de la cadena en el año 1962, que proporcionó al consumidor una imagen estilizada de la compañía. En la actualidad el logotipo de los Golden Arches (que traducido del inglés es: arcos dorados) fue introducido en los envoltorios de los productos en el año 1968, recuerda a la "M" de "McDonald's".